# Koltjärnen (Bjursås socken, Dalarna)
Koltjärnen är en sjö i Falu kommun och Leksands kommun i Dalarna och ingår i Dalälvens huvudavrinningsområde. Sjön är 4 meter djup, har en yta på 0,144 kvadratkilometer och är belägen 366,1 meter över havet. Vid provfiske har abborre och mört fångats i sjön.

## Delavrinningsområde
Koltjärnen ingår i det delavrinningsområde (673998-148069) som SMHI kallar för Utloppet av Bjursen. Medelhöjden är 307 meter över havet och ytan är 11,79 kvadratkilometer. Räknas de 3 avrinningsområdena uppströms in blir den ackumulerade arean 29,79 kvadratkilometer. Kvarnån som avvattnar avrinningsområdet har biflödesordning 5, vilket innebär att vattnet flödar genom totalt 5 vattendrag innan det når havet efter 245 kilometer. Avrinningsområdet består mestadels av skog (77 procent). Avrinningsområdet har 1,04 kvadratkilometer vattenytor vilket ger det en sjöprocent på 8,8 procent.